# Port lotniczy Torea-Fakfak
Port lotniczy Torea-Fakfak (IATA: FKQ, ICAO: WASF) – port lotniczy obsługujący miasto Fakfak, zlokalizowany w prowincji Papua Zachodnia w Indonezji.